# NYC Man: Greatest Hits
NYC Man: Greatest Hits je kompilační album amerického rockového kytaristy a zpěváka Lou Reeda, vydané v roce 2004. Většina skladeb pochází z jeho sólových alb, několik jich ale pochází ještě z doby, kdy byl členem skupiny The Velvet Underground. Podobné album vyšlo již v roce 2003 pod názvem NYC Man (The Ultimate Collection 1967–2003).

## Seznam skladeb
Všechny skladby napsal(i) Lou Reed, pokud není uvedeno jinak. 
| Pořadí | Název                                           | Délka |
| ------ | ----------------------------------------------- | ----- |
| 1.     | I'm Waiting for the Man                         | 4:38  |
| 2.     | White Light/White Heat                          | 5:01  |
| 3.     | Pale Blue Eyes                                  | 5:38  |
| 4.     | Sweet Jane                                      | 3:01  |
| 5.     | Satellite of Love                               | 3:38  |
| 6.     | Walk on the Wild Side                           | 4:12  |
| 7.     | Perfect Day                                     | 3:44  |
| 8.     | Berlin                                          | 3:24  |
| 9.     | Coney Island Baby                               | 6:36  |
| 10.    | The Blue Mask                                   | 5:02  |
| 11.    | Legendary Hearts                                | 3:05  |
| 12.    | Dirty Blvd.                                     | 3:31  |
| 13.    | Magic and Loss - The Summatiion                 | 6:36  |
| 14.    | NYC Man                                         | 4:56  |
| 15.    | Ecstasy                                         | 4:31  |
| 16.    | Who Am I (Tripiena Song)                        | 5:34  |
| 17.    | Satellite of Love 2004 (Dab Hands Retouch Edit) | 3:02  |
| 18.    | Walk on the Wild Side (Bertallot Radio Mix)     | 2:49  |